# 阿倍野桥魔法商店街
《阿倍野桥魔法商店街》（アベノ橋魔法☆商店街）是由GAINAX创作、策划的一部日本電視动画作品，共13话。亦存在漫画版，分別由鹤田谦二在《月刊Afternoon》，以及出口龍正在连载。获选为2002年第5屆日本新媒体动漫艺术节动画部门优秀奖。

## 角色
今宮聖志（声・サエキトモ）
本作男主角，小學6年級學生。
朝比奈由美（朝比奈あるみ，声・松岡由貴）
本作女主角，小學6年級學生。
MuneMune（ムネムネ，声・久川綾）
阿倍野橋商店街的女性居民。
猶達斯（ユータス，声・小山力也）
出沒在阿倍野橋商店街的神秘男人。
雅爺（雅ジイ，声・青野武）
由美的祖父。
Papan（パパン，声・藤原啓治）
由美的父親。
今宮新（声・龍田直樹）
聖志的父親。
今宮沙也香（声・岡村明美）
聖志的姊姊。

## 主題曲
- 片頭曲：（2～12話）Treat or Goblins / 林原惠（第1與第13話沒有）
- 片尾曲：（1～13話） / 林原惠

## 製作人員
- 企劃･原作：GAINAX
- 原案･監督：山賀博之
- 系列演出：小島正幸
- 故事構成･劇本：赤堀悟、山賀博之
- 劇本：花田十輝
- 大阪腔／笑話重寫：田中哲弥
- 角色原案：鶴田謙二
- 動畫角色･作画監督：平松禎史
- 設定：
- 美術設定･美術監督：加藤浩
- 音樂：鷺巢詩郎
- 音響監督：
- 動畫制作：MADHOUSE、GAINAX

## 外部連結
- 阿倍野桥魔法商店街官方網頁（日語）